# Philippe Salaün
Philippe Salaün (4. března 1943 – 4. října 2020) byl francouzský fotograf.

## Životopis
Salaün se narodil 4. března 1943 v Plonévez-du-Faou ve Finistère . Většinu svého dětství strávil v Réunionu, než se vrátil do pevninské Francie, v Châteauroux . Nejprve fotografoval během své služby v alžírské válce a naplno se do fotografie zamiloval během výstavy fotografií v Le Havru v roce 1968.
Poté, co se Salaün naučil metodu černobílého tisku, rozhodl se otevřít vlastní dílnu. Získal stipendium od Francouzské národní fotografické nadace a studoval ve Spojených státech po boku Ansela Adamse a Jerryho Uelsmanna na Arizonské univerzitě .
Po svém návratu do Francie pracoval ve své dílně na Rue Beaurepaire v Paříži, kam mu během jeho kariéry svěřilo k nazvětšování fotografie mnoho různých umělců. Během cest pravidelně fotografoval se slovy: „Dlouhou dobu jsem měl především zálibu v každodenních obrazech a vtipném tónu, ale v posledních letech se nechám svádět překvapením, která cestovní fotografie skýtá, konkrétně portréty“. V Jižní Americe procestoval Kolumbii, Peru a Bolívii . Pořídil také fotografie ze silnice U.S. Route 66, Vietnamu, Číny, Japonska, Mali a Réunionu, kam se vydal po stopách svého dětství.
Ve svých šedesáti letech zorganizoval výstavu s názvem 60 X 60, sbírku různých fotografií, které vydal Éditions Alternatives, Maison européenne de la photographie a Éditions Paradox v říjnu 2006.
Philippe Salaün zemřel na rakovinu v Paříži dne 4. října 2020 ve věku 77 let.

## Významné fotografie
- La Vie de château (1973)
- Domecy-sur-le-Vault (1973)
- Le chien fantôme. Canal Saint-Martin (1974)
- Exposition canine (1976)
- Cheval noir à tête blanche (1976)
- Ty Cam (1977)
- Fauves (1980)
- Hommage à Fontcuberta. Nîmes (1980)
- L'imperméable de cheval. Tharon (1981)
- Casaanita Cadaques, 31 mars 86 (1986)
- American bar, Route 66, New Mexico (1991)
- Mitsu et le tapis (1993)
- Le Dieu Éléphant (1993)
- Mitsu et les poissons (1994)
- Chien solitaire (1999)
- Toro pyrotechnique (2000)
- Le Bouledogue bistrot (2001)

## Publikace
- Rencontres francophones, 2 (1988)
- Philippe Salaün (1992)
- 60 X 60 (2006)

## Ceny a ocenění
- Prize of the Villa Lumière

## Výstavy

### Samostatné výstavy
- Chalon-sur-Saône (1992)
- La Route 66, Chartres (2003)
- 60x60, Paříž (2004)
- Les montagnards du Vietnam, Paříž (2006)
- Médiathèque Opale Sud, Berck (2013)
- Bloom Gallery, Osaka (2013)
- Philippe Salaün, tireur exposé, Paříž (2017)

### Skupinové výstavy
- Rencontres francophones, 2, La Rochelle (1988)
- Ruptures – Ados à Paris, Paříž (2010)
- La photographie en France, 1950–2000, Paříž (2012)
- La Bretagne, Collection photographique de L'Imagerie – Lannion, Clermont (2014)[3]
- Čtyři francouzští fotografové, Asheville (2018)[4]